# Angano... Angano... nouvelles de Madagascar
Angano... Angano... nouvelles de Madagascar es una película documental del año 1989.

## Sinopsis
Un viaje a través de cuentos y leyendas que permiten descubrir Madagascar. Un periplo entre lo real y lo imaginario, con toques de humor y de ternura, que opta por la tradición oral para contar la cultura malgache. Este documental fue seleccionado como una de las 20 películas más destacadas de los 20 años de Festival Cinéma du Réel.

## Premios
- Festival dei Popoli 1989
- Cinéma du Réel 1989
- Vues d’Afrique 1989